# Kudaschiwka (Kamjanske)
Kudaschiwka (ukrainisch Кудашівка; russisch Кудашевка Kudaschewka) ist eine Siedlung in der ukrainischen Oblast Dnipropetrowsk mit 1160 Einwohnern (2012).

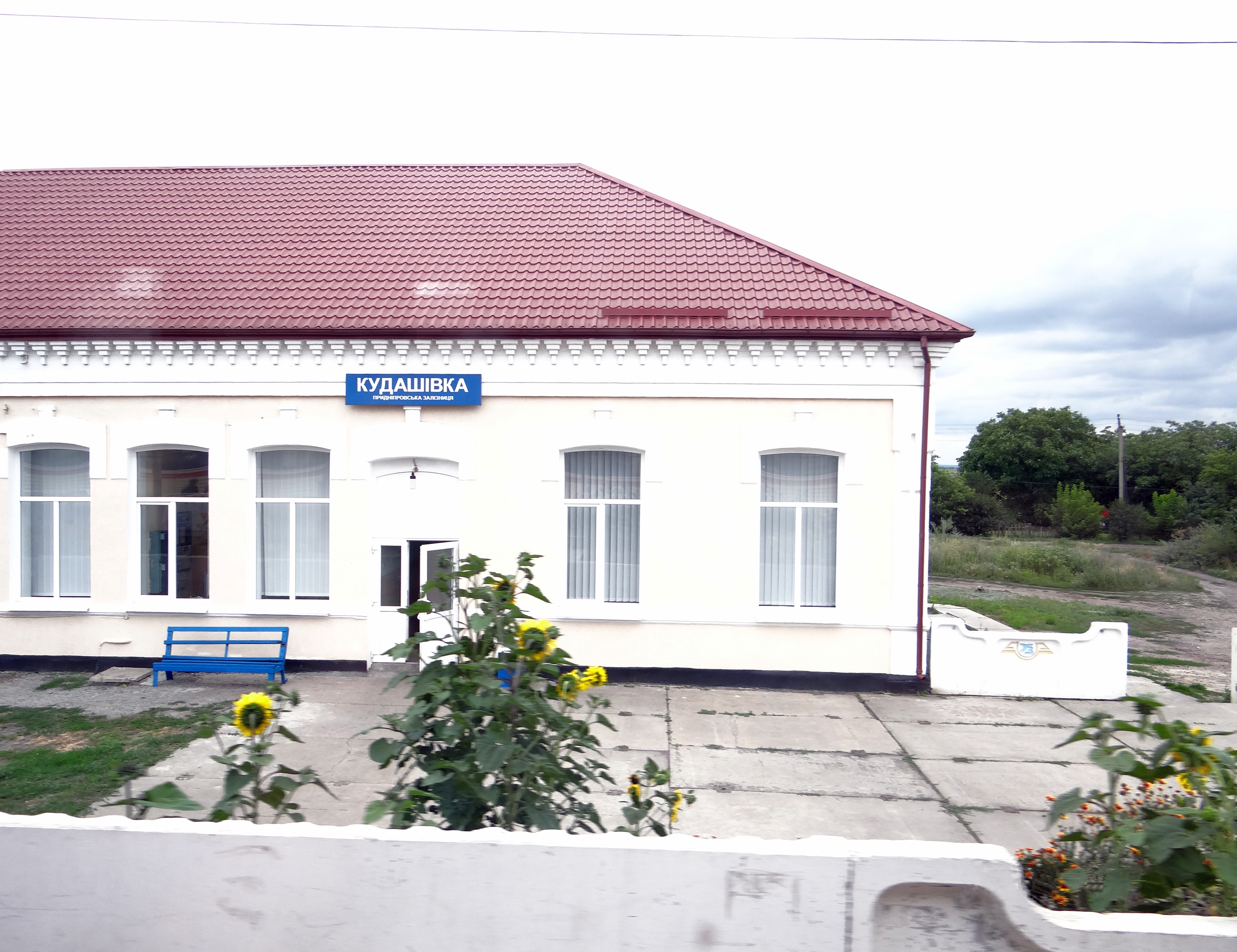
Bahnhof im Ort

## Geschichte
Die erste schriftliche Erwähnung des Ortes stammt aus dem Jahr 1896 im Zusammenhang mit dem Bau der Bahnstation.

## Geographie

### Lage
Kudaschiwka liegt an der Territorialstraße T–04–32, 90 km westlich vom Oblastzentrum Dnipro. Das ehemalige Rajonzentrum Krynytschky liegt 45 km nordöstlich des Ortes. Die Ortschaft hat eine Bahnstation an der Bahnstrecke Krywyj Rih–Jassynuwata der Prydniprowska Salisnyzja. Die Siedlung städtischen Typs Boschedariwka liegt 14 km nordöstlich von Kudaschiwka.

## Verwaltungsgliederung
Am 12. Juni 2020 wurde das Dorf ein Teil der Siedlungsgemeinde Boschedariwka, bis dahin bildete es zusammen mit den Dörfern Andrijiwka (Андріївка), Blahoslowenna (Благословенна), Kateryniwka (Катеринівка), Kowaliwka (Ковалівка), Nowoschytliwka (Новожитлівка) und Poljana (Поляна) die gleichnamige Landratsgemeinde Kudaschiwka (Кудашівська сільська рада/Kudaschiwska silska rada) im Westen des Rajons Krynytschky.
Am 17. Juli 2020 kam es im Zuge einer großen Rajonsreform zum Anschluss des Rajonsgebietes an den Rajon Kamjanske.

### Nachbargemeinden
Die ehemalige Landratsgemeinde Kudaschiwka grenzte im Nordwesten an die ehemalige Gemeinde Sajiwka des Rajon Pjatychatky, im Westen an die ehemalige Gemeinde Persche Trawnja des Rajon Sofijiwka, im Süden an das ehemalige Gemeindegebiet von Pokrowka, im Westen an die Siedlungsratsgemeinde Schtschorsk und im Norden an die Gemeinde Katerynopil.